# 1974년 10월 영국 총선
1974년 10월 영국 총선은 1974년 2월 영국 총선에서 과반을 차지한 정당도 없고, 연립정부 협상도 난항을 겪자 1974년 10월 10일에 재실시된 영국 하원 선거로, 지난 총선에서 제1당을 차지해 소수당 정부를 수립했던 노동당이 과반을 차지해 다수당이 되었다.

## 선거 결과
정당별 의석수
| 정당                | 의석수 |
| ------------------- | ------ |
| 노동당              | 319    |
| 보수당              | 277    |
| 자유당              | 13     |
| 스코틀랜드 국민당   | 11     |
| 얼스터 연합주의자당 | 6      |
| 웨일스당            | 3      |
| 밴가드연맹진보당    | 3      |
| 사회민주노동당      | 1      |
| 민주연맹당          | 1      |
| 무소속              | 1      |
| 합계                | 635    |

정당 득표율
| 정당                           | 득표수     | 득표율 |
| ------------------------------ | ---------- | ------ |
| 노동당                         | 11,457,079 | 39.2%  |
| 보수당                         | 10,462,565 | 35.8%  |
| 자유당                         | 5,346,704  | 18.3%  |
| 스코틀랜드 국민당              | 839,617    | 2.9%   |
| 얼스터 연합주의자당            | 256,065    | 0.9%   |
| 웨일스당                       | 166,321    | 0.6%   |
| 사회민주노동당                 | 154,193    | 0.6%   |
| 국민전선                       | 113,843    | 0.4%   |
| 밴가드연맹진보당               | 92,262     | 0.3%   |
| 민주연맹당                     | 59,451     | 0.3%   |
| 연합당                         | 44,644     | 0.2%   |
| 공화주의자 클럽                | 21,633     | 0.1%   |
| 북아일랜드 친의회 연합주의자당 | 20,454     | 0.1%   |
| 공산당                         | 17,426     | 0.1%   |
| 민주노동당                     | 13,714     | 0.1%   |